# Palthis sapucaya
Palthis sapucaya là một loài bướm đêm trong họ Noctuidae.